# Солт-Рок (Західна Вірджинія)
Солт-Рок (англ. Salt Rock) — переписна місцевість (CDP) в США, в окрузі Кабелл штату Західна Вірджинія. Населення — 373 особи (2020).

## Географія
Солт-Рок розташований за координатами 38°19′47″ пн. ш. 82°12′45″ зх. д. / 38.32972° пн. ш. 82.21250° зх. д. (38.329782, -82.212363).  За даними Бюро перепису населення США в 2010 році переписна місцевість мала площу 8,13 км², з яких 7,94 км² — суходіл та 0,19 км² — водойми.

## Демографія
Згідно з переписом 2010 року, у переписній місцевості мешкало 388 осіб у 158 домогосподарствах у складі 115 родин. Густота населення становила 48 осіб/км².  Було 178 помешкань (22/км²).
Расовий склад населення:
| - 98,2 % — білих - 0,3 % — корінних американців |

До двох чи більше рас належало 1,5 %. Частка іспаномовних становила 0,3 % від усіх жителів.
За віковим діапазоном населення розподілялося таким чином: 17,5 % — особи молодші 18 років, 64,2 % — особи у віці 18—64 років, 18,3 % — особи у віці 65 років та старші. Медіана віку мешканця становила 47,5 року. На 100 осіб жіночої статі у переписній місцевості припадало 91,1 чоловіків;  на 100 жінок у віці від 18 років та старших — 89,3 чоловіків також старших 18 років.
Середній дохід на одне домашнє господарство  становив 74 620 доларів США (медіана — 43 953), а середній дохід на одну сім'ю — 77 260 доларів (медіана — 44 360). 
Цивільне працевлаштоване населення становило 243 особи. Основні галузі зайнятості: транспорт — 45,7 %, публічна адміністрація — 18,1 %, роздрібна торгівля — 16,0 %.